# Selección de balonmano de Chipre
La Selección de balonmano de Chipre es la selección de balonmano de dicho país. Está controlada por la Federación Chipriota de balonmano y hasta la fecha no se ha clasificado para ninguna competición.

## Historial

### Juegos Olímpicos
- 1936 - No participó
- 1972 - No participó
- 1976 - No participó
- 1980 - No participó
- 1984 - No participó
- 1988 - No participó
- 1992 - No participó
- 1996 - No participó
- 2000 - No participó
- 2004 - No participó
- 2008 - No participó
- 2012 - No participó
- 2016 - No participó
- 2020 - No participó

### Campeonatos del Mundo
- 1938 - No participó
- 1954 - No participó
- 1958 - No participó
- 1961 - No participó
- 1964 - No participó
- 1967 - No participó
- 1970 - No participó
- 1974 - No participó
- 1978 - No participó
- 1982 - No participó
- 1986 - No participó
- 1990 - No participó
- 1993 - No participó
- 1995 - No participó
- 1997 - No participó
- 1999 - No participó
- 2001 - No participó
- 2003 - No participó
- 2005 - No participó
- 2007 - No participó
- 2009 - No participó
- 2011 - No participó
- 2013 - No participó
- 2015 - No participó
- 2017 - No participó
- 2019 - No participó
- 2021 - No participó
- 2023 - No participó

### Campeonatos de Europa
- 1994 - No participó
- 1996 - No participó
- 1998 - No participó
- 2000 - No participó
- 2002 - No participó
- 2004 - No participó
- 2006 - No participó
- 2008 - No participó
- 2010 - No participó
- 2012 - No participó
- 2014 - No participó
- 2016 - No participó
- 2018 - No participó
- 2020 - No participó
- 2022 - No participó

### Mundial de Naciones Emergentes
- 2015 - No participó
- 2017 - 4ª plaza